# Altkönig
Altkönig is een berg in het Taunusgebergte en is 798 m hoog. De berg ligt 5 km ten noorden van Königstein im Taunus. Ten noorden van de berg bevindt zich op 5 km de Großer Feldberg.
Op de hellingen van de berg bevinden zich twee, nog steeds zichtbare ringwallen. Ze zijn ongeveer 1000 en 1400 meter lang en gebouwd door de Kelten. Het precieze doel van de ringwallen is niet helemaal duidelijk.
Het hele gebied rondom de berg is autovrij. Desondanks duurt de beklimming van de berg over goed beloopbare paden vanaf een van de parkeerplaatsen in de buurt gemiddeld een half tot een heel uur. Om rond 1900 stonden er nog bijna geen bomen, de ringwallen zouden vanuit Frankfurt te zien zijn geweest.

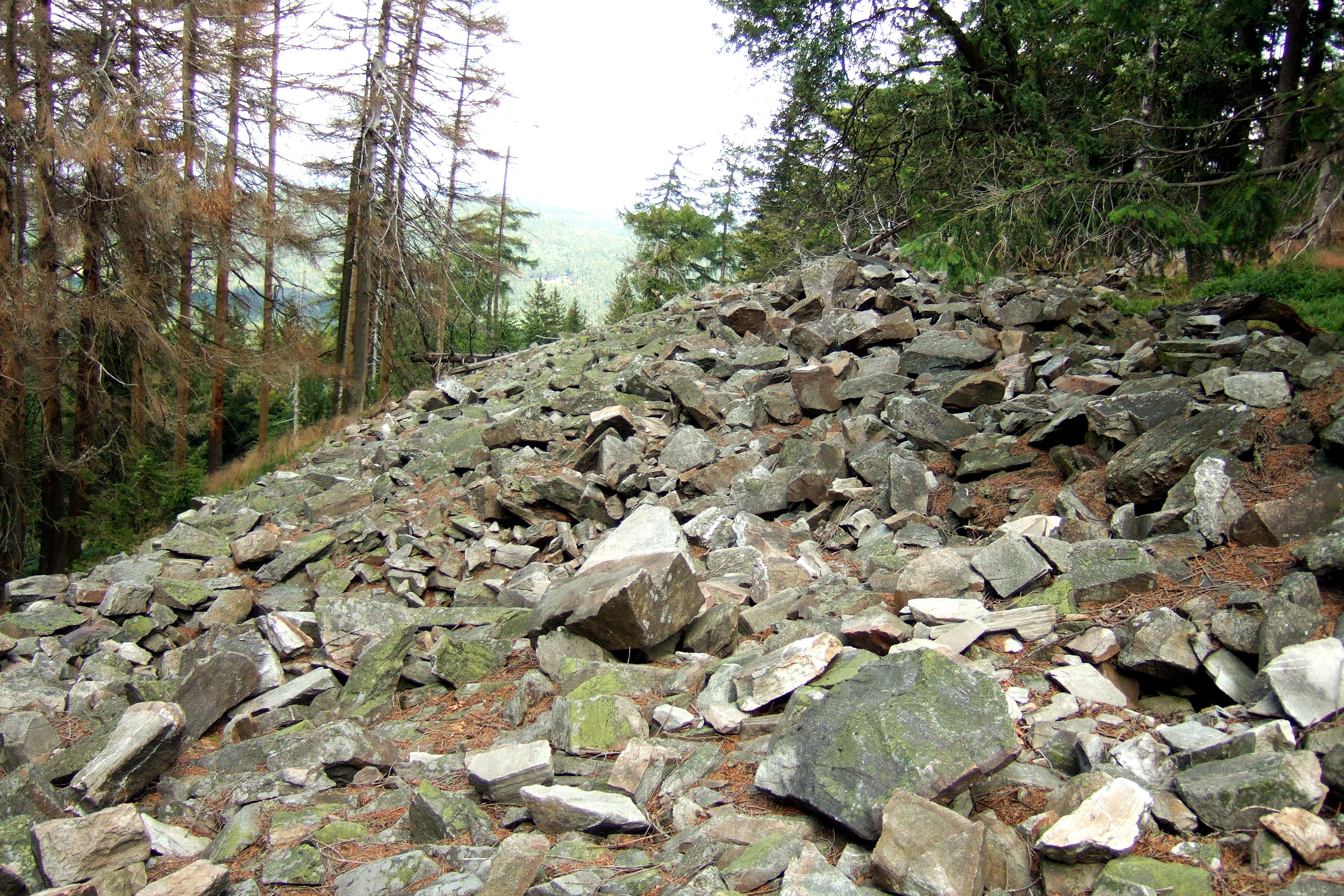
Ringwal op de Altkönig